# Amat-Sin
Amat-Sin (sum GÉME.dEN.ZU, akad. Amat-Sîn) – królowa, małżonka (sum. dam) króla Szulgi (2096-2048 p.n.e.) z III dynastii z Ur. Na dwóch glinianych tabliczkach zachowały się odciski pieczęci należącej do jednego z jej sług, posłańca o imieniu Szu-Kubum. Na pieczęci tej umieszczona była następująca inskrypcja: „Amat-Sin, małżonka Szulgiego (dam šul.gi), króla Ur. Szu-Kubum (Šū-Kūbum), posłaniec (rá.gaba), (jest) twym sługą”. Fakt iż w inskrypcji tej imię Szulgiego nie jest poprzedzone boskim determinatywem dingir wskazuje, że pieczęć ta wykonana byĉ musiała przed 21. rokiem panowania tego władcy, gdyż w jego  „nazwach rocznych”  determinatyw ten pojawia się po raz pierwszy przed jego imieniem przy „nazwie rocznej” 21a. Tym samym małżeństwo Szulgiego z Amat-Sin również zawarte być musiało przed 21 rokiem jego panowania.